# Tolažba (sura)
Tolažba (arabsko Ash-Sharh) je 94. sura (poglavje) v Koranu, ki jo sestavlja 8 ajatov (verzov). Je meška sura.
Med opravljanjem molitve (salata oz. namaza) pri tej suri verniki opravijo 1 ruku' (priklon).